# Abia candens
Abia candens är en stekelart som beskrevs av Friedrich Wilhelm Konow 1887. Abia candens ingår i släktet Abia, och familjen klubbhornsteklar. Enligt den finländska rödlistan är arten nära hotad i Finland. Arten har ej påträffats i Sverige. Artens livsmiljö är torra gräsmarker.